# Freestyle ai XXII Giochi olimpici invernali - Halfpipe femminile
Tra le competizione del freestyle che si terranno ai XXII Giochi olimpici invernali di Soči (in Russia) ci sarà l'halfpipe femminile. L'evento è previsto per il 20 febbraio e si svolgerà sul tracciato di Krasnaja Poljana.
Questa competizione è presente per la prima volta ai Giochi olimpici, mentre era già tra le gare in programma dei Mondiali nel 2005. Trattandosi di nuovo evento, non c'era nessuna atleta che deteneva precedentemente il titolo.
Campionessa olimpica si è laureata la statunitense Maddie Bowman che ha preceduto la francese Marie Martinod, medaglia d'argento, e la giapponese Ayana Onozuka, medaglia di bronzo.

## Risultati

### Qualificazioni
| Pos. | Atleta               | Nazione       | Gara 1 | Gara 2 | Migliore | Note |
| ---- | -------------------- | ------------- | ------ | ------ | -------- | ---- |
| 1    | Marie Martinod       | Francia       | 84.80  | 88.40  | 88.40    | Q    |
| 2    | Brita Sigourney      | Stati Uniti   | 87.00  | 80.40  | 87.00    | Q    |
| 3    | Maddie Bowman        | Stati Uniti   | 85.60  | 85.20  | 85.60    | Q    |
| 4    | Ayana Onozuka        | Giappone      | 83.80  | 59.80  | 83.80    | Q    |
| 5    | Angeli Vanlaanen     | Stati Uniti   | 68.20  | 83.00  | 83.00    | Q    |
| 6    | Rosalind Groenewoud  | Canada        | 82.00  | 78.40  | 82.00    | Q    |
| 7    | Virginie Faivre      | Svizzera      | 79.40  | 80.00  | 80.00    | Q    |
| 8    | Janina Kuzma         | Nuova Zelanda | 73.80  | 75.20  | 75.20    | Q    |
| 9    | Anaïs Caradeux       | Francia       | 74.40  | 6.40   | 74.40    | Q    |
| 10   | Mirjam Jaeger        | Svizzera      | 73.20  | 27.20  | 73.20    | Q    |
| 11   | Annalisa Drew        | Stati Uniti   | 61.20  | 72.40  | 72.40    | Q    |
| 12   | Amy Sheehan          | Australia     | 19.60  | 70.60  | 70.60    | Q    |
| 13   | Keltie Hansen        | Canada        | 8.60   | 66.20  | 66.20    |      |
| 14   | Sabrina Cakmakli     | Germania      | 64.80  | 16.60  | 64.80    |      |
| 15   | Davina Williams      | Australia     | 5.40   | 63.00  | 63.00    |      |
| 16   | Katia Griffiths      | Spagna        | 54.40  | 56.60  | 56.60    |      |
| 17   | Katrien Aerts        | Belgio        | 51.40  | 54.40  | 54.40    |      |
| 18   | Emma Lonsdale        | Gran Bretagna | 53.80  | 53.20  | 53.80    |      |
| 19   | Elizaveta Chesnokova | Russia        | 43.80  | 50.00  | 50.00    |      |
| 20   | Natalya Makagonova   | Russia        | 42.60  | 43.80  | 43.80    |      |
| 21   | Park Hee-Jin         | Corea del Sud | 42.40  | 20.40  | 42.40    |      |
| 22   | Nina Ragettli        | Svizzera      | 18.00  | DNS    | 18.00    |      |
| 23   | Manami Mitsuboshi    | Giappone      | 15.60  | 9.20   | 15.60    |      |

### Finale
| Pos. | Atleta              | Nazione       | Gara 1 | Gara 2 | Migliore | Note |
| ---- | ------------------- | ------------- | ------ | ------ | -------- | ---- |
|      | Maddie Bowman       | Stati Uniti   | 85.80  | 89.00  | 89.00    |      |
|      | Marie Martinod      | Francia       | 84.80  | 85.40  | 85.40    |      |
|      | Ayana Onozuka       | Giappone      | 79.00  | 83.20  | 83.20    |      |
| 4    | Virginie Faivre     | Svizzera      | 74.40  | 78.00  | 78.00    |      |
| 5    | Janina Kuzma        | Nuova Zelanda | 77.00  | 74.80  | 77.00    |      |
| 6    | Brita Sigourney     | Stati Uniti   | 27.80  | 76.00  | 76.00    |      |
| 7    | Rosalind Groenewoud | Canada        | 5.40   | 74.20  | 74.20    |      |
| 8    | Mirjam Jaeger       | Svizzera      | 71.20  | 16.00  | 71.20    |      |
| 9    | Annalisa Drew       | Stati Uniti   | 66.40  | 9.60   | 66.40    |      |
| 10   | Amy Sheehan         | Australia     | 15.00  | 40.60  | 40.60    |      |
| 11   | Angeli Vanlaanen    | Stati Uniti   | 13.80  | 29.60  | 29.60    |      |
| 12   | Anaïs Caradeux      | Francia       | DNS    | DNS    |          |      |

Data: Martedì 18 febbraio 2014

Qualificazioni

Ora locale: 17:45

Finale

Ora locale: 21:30

Pista:

Partenza: m, arrivo:m

Lunghezza: m, dislivello: m

Legenda:
- DNS = non partito (did not start)
- DNF = prova non completata (did not finish)
- DSQ = squalificato (disqualified)
- Pos. = posizione